# Kaolinovo (obchtina)
Kaolinovo (bulgare : Каолиново) est une obchtina de l'oblast de Choumen en Bulgarie.